# Кинематограф Канады
Кинематограф Канады — часть киноиндустрии Канады. Канада является центром для нескольких киностудий, которые расположены в трех крупнейших городах: Ванкувер, Торонто и Монреаль. Основная направленность кинопроизводства региональная и специфическая по природе. 
С 1911 года снято около 970 англоязычных-канадских и 620 франкоязычных-канадских полнометражных фильмов полностью или частично произведенных с помощью канадской киноиндустрии.
Среди кинематографистов в английской Канаде выделяются Дэвид Кроненберг, Гай Мэддин, Атом Эгоян, Аллан Король и Майкл Сноу. Во французской Канаде это Клод Жютра, Жиль Карл, Дени Аркан, Жан Бёдин, Робер Лепаж, Дени Вильнёв и Мишель Бро. 
Некоторые канадцы мигрируют в американскую кинопромышленность в поисках успешной карьеры. Наиболее известны Норман Джуисон, Джейсон Рейтман, Пол Хаггис и Джеймс Кэмерон. Все получили награды на самых престижных почётных фестивалях в мире, и добиваются коммерческих успехов. Джеймс Кэмерон, в частности, написал сценарий и снял самый кассовый фильм в истории мирового кинематографа – «Аватар». Кроме того, два других его фильма – «Аватар: Путь воды» и «Титаник» – входят в ТОП-5 самых кассовых фильмов в мире.